# Kate Starre
Katherine „Kate” Starre (ur. 18 września 1971 w Perth) – australijska hokeistka na trawie, dwukrotna złota medalistka olimpijska.
Występowała w pomocy. Z reprezentacją Australii brała udział w trzech igrzyskach (IO 92, IO 96, IO 00), na dwóch – w 1996 i 2000 – zdobywała złote medale. Z kadrą brała udział m.in. w mistrzostwach świata w 1994 (tytuł mistrzowski) i 1998 (tytuł mistrzowski), Commonwealth Games w 1998 (złoto) oraz kilku turniejach Champions Trophy (zwycięstwa w 1991, 1993, 1995, 1997). W turniejach olimpijskich zdobyła łącznie dwie bramki.